# Ојај Денг Аџак
Ојај Денг Аџак (енгл. Oyay Deng Ajak) је министар за инвестиције у Влади Јужног Судана. На позицију је постављен 10. јула 2011. од стране председника државе и премијера Салве Кира Мајардита. Мандат министра је у трајању од пет година. Ојај Денг је рођен 16. октобра 1962. године у месту Долејп Хил у вилајету Горњи Нил. Пореклом је из народа Шилук. Завршио је Комбони колеџ у Картуму у Судану (1982) и дипломирао на Универзитету Престон у САД, као менаџер у администрацији 2003. године. Члан је Народног покрета за ослобођење Судана.